# Lista siturilor arheologice din județul Bihor - Ș
Lista siturilor arheologice din județul Bihor - Ș conține toate siturile arheologice din județul Bihor înscrise în Repertoriul Arheologic Național (RAN) și aflate în localități al căror nume începe cu litera Ș. RAN este administrat de Ministerul Culturii și Patrimoniului Național și cuprinde date științifice, cartografice, topografice, imagini și planuri, precum și orice alte informații privitoare la zonele cu potențial arheologic, studiate sau nu, încă existente sau dispărute.
Puteți căuta un sit din localitățile care încep cu litera Ș folosind formularul de mai jos sau puteți naviga prin toate siturile din județ la Lista siturilor arheologice din județul Bihor.
| Cod RAN                                  | Denumire | Localitate                    | Adresă                        | Datare      | Descoperit | Coordonate | Imagine           | Erori            |
| ---------------------------------------- | --- | ----------------------------- | ----------------------------- | ----------- | ---------- | ---------- | ----------------- | ---------------- |
| 31529.01.01                              | Situl arheologic de la Șuncuiuș - "Peștera Mișidului" / ansamblu anonim (Categorie: locuire civilă) (Tip: Așezare)                                     | sat Șuncuiuș, comuna Șuncuiuș | Peștera Mișidului             |             | 1940       |            | Încărcați imagine | Raportați eroare |
| 31529.01.02                              | Situl arheologic de la Șuncuiuș - "Peștera Mișidului" / ansamblu anonim (Categorie: locuire civilă) (Tip: Complex de cult)                             | sat Șuncuiuș, comuna Șuncuiuș | Peștera Mișidului             | Igrița      | 1940       |            | Încărcați imagine | Raportați eroare |
| 31529.01.03                              | Situl arheologic de la Șuncuiuș - "Peștera Mișidului" / ansamblu anonim (Categorie: locuire civilă) (Tip: Așezare)                                     | sat Șuncuiuș, comuna Șuncuiuș | Peștera Mișidului             | geto-dacică | 1940       |            | Încărcați imagine | Raportați eroare |
| 31529.02.01                              | Așezarea din epoca bronzului de la Șuncuiuș - "Peștera Unguru Mare" / ansamblu anonim (Categorie: locuire civilă) (Tip: Așezare)                       | sat Șuncuiuș, comuna Șuncuiuș | Peștera Unguru Mare           |             | 1964       |            | Încărcați imagine | Raportați eroare |
| 31351.03.01                              | Așezarea neolitică de la Șilindru / ansamblu anonim (Categorie: locuire civilă) (Tip: Așezare)                                                         | sat Șilindru, comuna Șimian   |                               |             |            |            | Încărcați imagine | Raportați eroare |
| 31342.03.01                              | Mormântul eneolitic de la Șimian / ansamblu anonim (Categorie: descoperire funerară) (Tip: Mormânt)                                                    | sat Șimian, comuna Șimian     | str. Kiss, nr. 98             | Tiszapolgár |            |            | Încărcați imagine | Raportați eroare |
| 28451.01                                 | Topor eneolitic de la Șișterea- Pe pustă (Categorie: descoperire izolată) (Tip: obiect izolat)                                                         | sat Șișterea, comuna Cetariu  | Pe Pustă                      |             |            |            | Încărcați imagine | Raportați eroare |
| 31529.03                                 | Topor neolitic de la Șuncuiuș (Categorie: descoperire izolată) (Tip: obiect izolat)                                                                    | sat Șuncuiuș, comuna Șuncuiuș |                               |             |            |            | Încărcați imagine | Raportați eroare |
| 31529.04.01                              | Așezări neolitice la Șuncuiuș- Peștera Izbândiș , Napișteleu / ansamblu anonim (Categorie: locuire civilă) (Tip: Așezare)                              | sat Șuncuiuș, comuna Șuncuiuș | Peștera Izbândiș , Napișteleu |             |            |            | Încărcați imagine | Raportați eroare |
| 31342.04                                 | Pivnița de la Șimian / ansamblu anonim (Categorie: construcție)                                                                                        | sat Șimian, comuna Șimian     | 162                           |             |            |            | Încărcați imagine | Raportați eroare |
| 31342.05.01                              | Necropola din epoca migrațiilor de la Șimian- Groapa cu lut / ansamblu anonim (Categorie: descoperire funerară) (Tip: necropola)                       | sat Șimian, comuna Șimian     | Groapa cu lut                 | sec. IV     |            |            | Încărcați imagine | Raportați eroare |
| 31351.01.01                              | Așezarea fortificată din epoca bronzului de la Șilindru - "Dealul Episcopiei" / ansamblu anonim (Categorie: locuire civilă) (Tip: Așezare fortificată) | sat Șilindru, comuna Șimian   | Dealul Episcopiei             |             |            |            | Încărcați imagine | Raportați eroare |
| 31351.02.01                              | Așezarea hallstattiană de la Șilindru - "Biserica greco-catolică" / ansamblu anonim (Categorie: locuire civilă) (Tip: Așezare)                         | sat Șilindru, comuna Șimian   | Biserica greco-catolică       |             |            |            | Încărcați imagine | Raportați eroare |
| 31342.01.01 (Cod LMI: BH-I-m-B-01014.03) | Situl arheologic de la Șimian - "Dealul Viilor" / ansamblu anonim (Categorie: locuire civilă) (Tip: Așezare)                                           | sat Șimian, comuna Șimian     | Mică, punct Dealul Viilor     |             |            |            | Încărcați imagine | Raportați eroare |
| 31342.01.02 (Cod LMI: BH-I-m-B-01014.01) | Situl arheologic de la Șimian - "Dealul Viilor" / ansamblu anonim (Categorie: locuire civilă) (Tip: Așezare)                                           | sat Șimian, comuna Șimian     | Mică, punct Dealul Viilor     | Otomani     |            |            | Încărcați imagine | Raportați eroare |
| 31342.01.03 (Cod LMI: BH-I-m-B-01014.02) | Situl arheologic de la Șimian - "Dealul Viilor" / ansamblu anonim (Categorie: locuire civilă) (Tip: Necropolă)                                         | sat Șimian, comuna Șimian     | Mică, punct Dealul Viilor     | Otomani     |            |            | Încărcați imagine | Raportați eroare |
| 31342.02.01 (Cod LMI: BH-I-m-B-01015.02) | Situl arheologic de la Șimian - "La Grădini" / ansamblu anonim (Categorie: locuire civilă) (Tip: Așezare)                                              | sat Șimian, comuna Șimian     | La Grădini                    |             |            |            | Încărcați imagine | Raportați eroare |
| 31342.02.02 (Cod LMI: BH-I-m-B-01015.01) | Situl arheologic de la Șimian - "La Grădini" / ansamblu anonim (Categorie: locuire civilă) (Tip: Așezare fortificată)                                  | sat Șimian, comuna Șimian     | La Grădini                    |             |            |            | Încărcați imagine | Raportați eroare |
| 28460.01.01 (Cod LMI: BH-I-s-B-01017)    | Fortificația hallstattiană de la Șușturogi - "Cetățuia" / ansamblu anonim (Categorie: fortificație) (Tip: Fortificație de pământ)                      | sat Șușturogi, comuna Cetariu | Cetățuia                      |             |            |            | Încărcați imagine | Raportați eroare |